# 18. etape af Tour de France 2010
Attende etape af Tour de France 2010 var en 198 km lang flad etape. Den blev kørt fredag d. 23. juli fra Salies-de-Béarn til Bordeaux.
- Etape: 18. etape
- Dato: 23. juli
- Længde: 198 km
- Danske resultater:
- Gennemsnitshastighed:

## Pointspurter

### 1. sprint (Castelnau-Chalosse)
Efter 29,5 km
| Vinder | Matti Breschel | 6p |
| 2.     | Daniel Oss     | 4p |
| 3.     | Jérôme Pineau  | 2p |

### 2. sprint (Hostens)
Efter 150,5 km
| Vinder | Daniel Oss     | 6p |
| 2.     | Jérôme Pineau  | 4p |
| 3.     | Matti Breschel | 2p |

## Resultatliste
|    | Navn                 | Land           | Hold                  | Tid     |
| -- | -------------------- | -------------- | --------------------- | ------- |
| 1  | Mark Cavendish       | Storbritannien | Team HTC-Columbia     | 4:37.09 |
| 2  | Julian Dean          | New Zealand    | Garmin-Transitions    | + 0.00  |
| 3  | Alessandro Petacchi  | Italien        | Lampre-Farnese Vini   | + 0.00  |
| 4  | Robbie McEwen        | Australien     | Team Katusha          | + 0.00  |
| 5  | Óscar Freire         | Spanien        | Rabobank              | + 0.00  |
| 6  | Edvald Boasson Hagen | Norge          | Team Sky              | + 0.00  |
| 7  | Jürgen Roelandts     | Belgien        | Omega Pharma-Lotto    | + 0.00  |
| 8  | José Joaquín Rojas   | Spanien        | Caisse d'Epargne      | + 0.00  |
| 9  | Grega Bole           | Slovenien      | Lampre-Farnese Vini   | + 0.00  |
| 10 | Rubén Pérez          | Spanien        | Euskaltel-Euskadi     | + 0.00  |
| 11 | Sébastien Turgot     | Frankrig       | Bbox Bouygues Telecom | + 0.00  |
| 12 | Anthony Roux         | Frankrig       | Française des Jeux    | + 0.00  |
| 13 | Lloyd Mondory        | Frankrig       | Ag2r-La Mondiale      | + 0.00  |
| 14 | Thor Hushovd         | Norge          | Cervélo TestTeam      | + 0.00  |
| 15 | Alessandro Ballan    | Italien        | BMC Racing Team       | + 0.00  |

## Manglende ryttere
- 136  Francesco Reda (QST) udgik.

## Ekstern henvisning
- Etapeside Arkiveret 16. juli 2010 hos  Wayback Machine på Letour.fr Arkiveret 28. februar 2011 hos  Wayback Machine (fransk) (engelsk)